# 塞拉利昂国旗
塞拉利昂國旗是一面自上而下由綠、白、藍三道橫條所組成的三色旗，纵横比例为2比3。
该国旗啟用於1961年4月27日，即塞拉利昂独立当日。

## 国旗色彩寓意
藍色：弗里敦港

白色：團結與正義

綠色：農業、山地、自然資源

## 類似旗帜
乌兹别克斯坦、摩洛希亚共和国（私人國家）、邦特兰国旗和塞拉利昂國旗顏色相近，非常容易混淆。此外，全家便利店的标志配色也与塞拉利昂国旗相近。
|                    |            |            |                  |                          |                |
| 摩洛希亚共和国国旗 | 邦特兰国旗 | 莱索托国旗 | 乌兹别克斯坦国旗 | 厄瓜多尔加拉帕戈斯省旗帜 | 全家便利店标志 |

### 国旗变迁史
|            |           |           |           |
| 1889－1914 | 1916–1961 | 1961–1971 | 1961–1971 |